# IC 1585
IC 1585 ist eine linsenförmige Galaxie vom Hubble-Typ C im Sternbild Andromeda am Nordsternhimmel. Sie ist schätzungsweise 335 Mio. Lichtjahre von der Milchstraße entfernt und hat einen Durchmesser von etwa 80.000 Lj. 

Im selben Himmelsareal befinden sich u. a. die Galaxien IC 1583 und IC 1586.
Das Objekt wurde am 23. November 1897 von Stéphane Javelle entdeckt.